# Sesto d'impianto

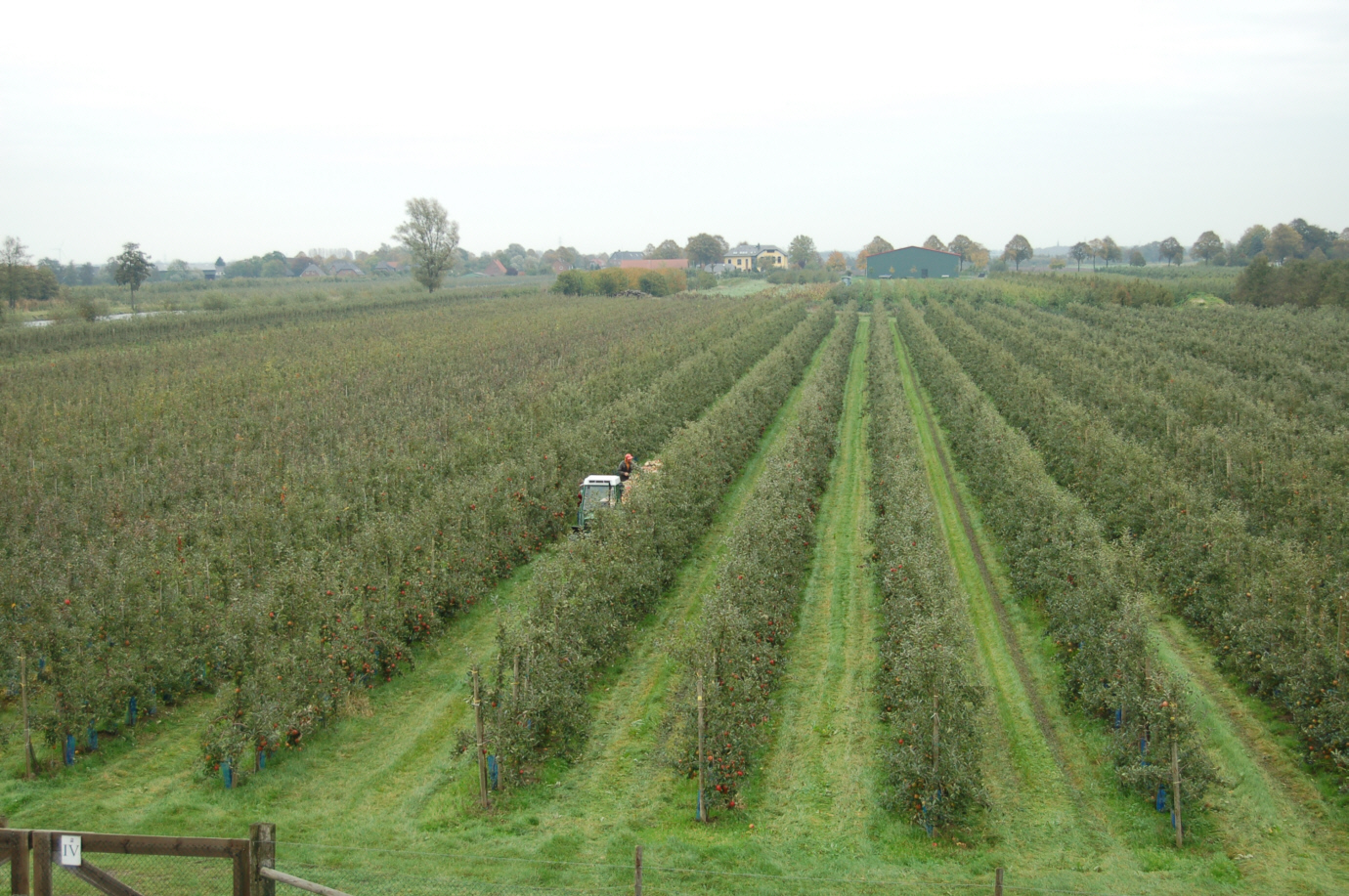

Il sesto d'impianto, in arboricoltura, è la disposizione geometrica delle piante, con relative interdistanze, impostata in una piantagione legnosa.

## Disposizione geometrica
Nell'arboricoltura moderna, il sesto d'impianto è generalmente impostato con criteri geometrici, distribuendo le piante in allineamenti paralleli, detti file o filari, separati da fasce rettangolari dette interfile. Gli scopi della distribuzione geometrica sono molteplici, ma in generale si riconducono ai seguenti:
- rendere omogenea la distribuzione delle risorse in termini di illuminazione, elementi nutritivi e disponibilità idrica, allo scopo di ottimizzare il grado di sfruttamento delle risorse e il grado di competizione intraspecifica tra le piante;
- razionalizzare l'esecuzione delle operazioni colturali, con particolare riferimento a quelle eseguite meccanicamente;
- razionalizzare l'installazione di manufatti e impianti, come le strutture di sostegno e gli impianti d'irrigazione;
- adattare la piantagione a condizioni ambientali specifiche che possono causare danni economici o impatto sull'ambiente (disposizione rispetto ai venti dominanti, giacitura del terreno e suscettività all'erosione, esposizione rispetto ai punti cardinali);
- sfruttare eventuali consociazioni tra colture erbacee e arboree.

Le disposizioni geometriche adottate si riconducono sostanzialmente a tre tipologie:
- Sesto in quadrato: le piante sono disposte a intervalli regolari secondo un reticolo a maglie quadrate, con interdistanze uguali tra le file e lungo le file. Con questa disposizione si perde la distinzione tra filari. Il sesto in quadrato è ampiamente sfruttato per specie eliofile in forme di allevamento espanse, in particolare olivo e agrumi. È altresì ricorrente nella selvicoltura intensiva. Questa disposizione è sfruttata  per le operazioni meccaniche, in particolare le lavorazioni, "in croce", ovvero alternando i passaggi in senso ortogonale.
- Sesto a rettangolo: le piante sono disposte a intervalli regolari secondo un reticolo a maglie rettangolari. A parità di investimento (numero di piante per unità di superficie), rispetto al sesto in quadrato, si riducono le distanze lungo la fila e si aumentano le distanze tra le file. Questa disposizione è ampiamente sfruttata in viticoltura e nella frutticoltura, con forme di allevamento a parete oppure a volume espanso ma con chioma contenuta e risponde fondamentalmente alle esigenze di meccanizzazione e di installazione di impianti e manufatti.
- Sesto a quinconce: le piante sono disposte a intervalli regolari secondo un reticolo a maglie triangolari. La disposizione delle piante è sfasata in modo che ogni pianta si trovi al vertice di un triangolo isoscele rispetto alle due piante contrapposte del filare adiacente. Questa disposizione riduce la competizione intraspecifica rispetto alla disposizione a rettangolo e permette perciò un leggero incremento dell'investimento. Un esempio è il sesto d'impianto matildico introdotto da Matilde di Canossa con l'ausilio del monaci, per la coltivazione dei castagni.

## Distanze

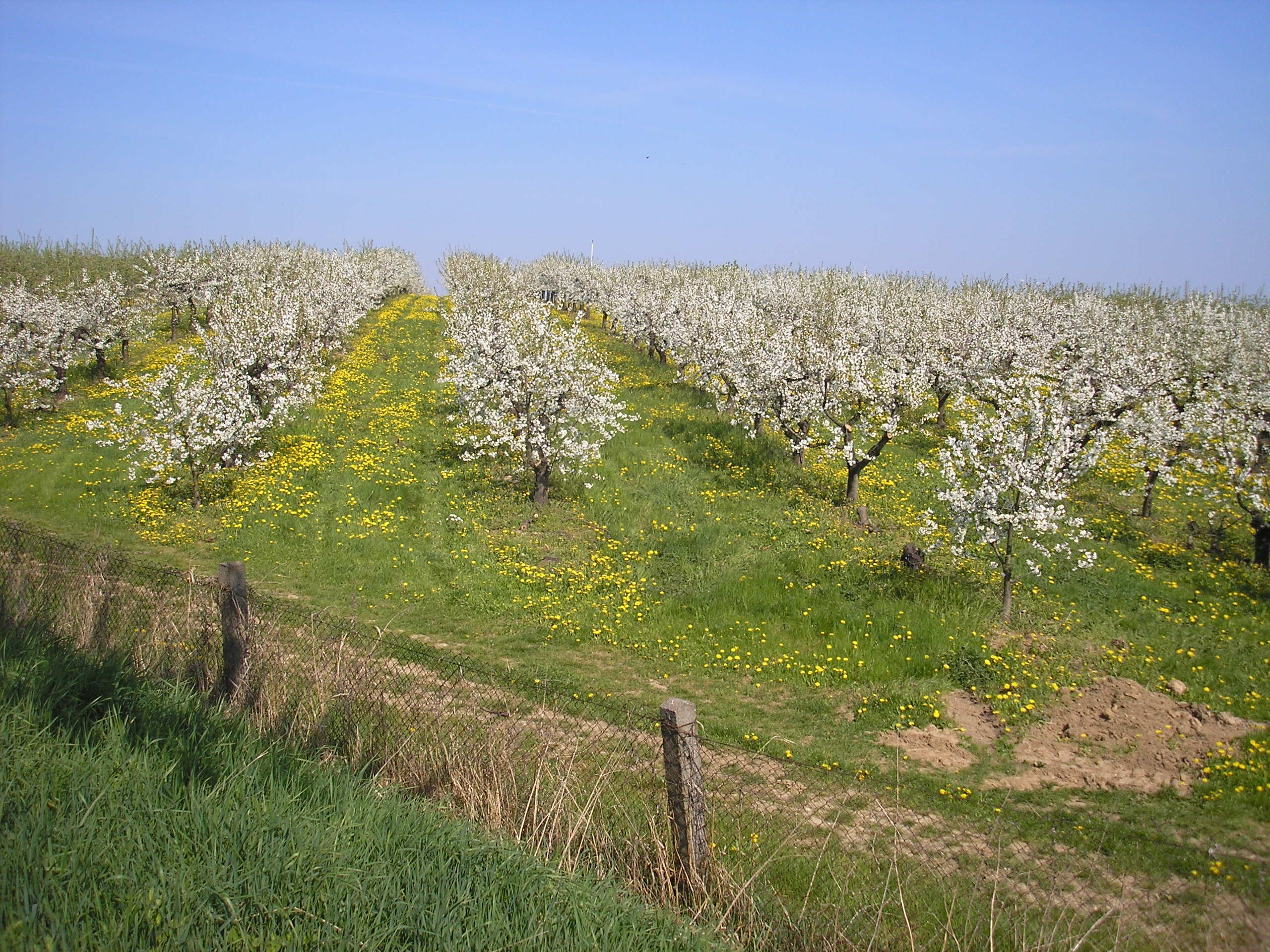

Le distanze fra le piante variano in relazione a diversi fattori tecnici e ambientali:
- sensibilità della specie alla competizione intraspefica;
- esigenze della specie in fatto di illuminazione;
- sistema di allevamento e volume d'ingombro della chioma;
- fertilità del terreno e disponibilità idrica;
- ingombro dei mezzi agricoli.

In generale si adottano sesti stretti con forme di allevamento contenute (forme in parete), in impianti a basso grado di meccanizzazione o con mezzi poco ingombranti, su suoli fertili e in condizioni di buona disponibilità idrica, con specie non particolarmente esigenti in fatto di illuminazione. Al contrario, si tende ad ampliare i sesti con forme di allevamento espanse, in impianti ad alto grado di meccanizzazione con mezzi ingombranti, su suoli poco fertili e in condizioni di limitata disponibilità idrica e, infine, con specie eliofile.
Il sesto è convenzionalmente riportato nella forma distanza sulla fila x distanza tra le file. Ad esempio, la dicitura 4x6 indica un sesto in rettangolo o a quinconce con distanze tra le piante di 4 metri lungo la fila e di 6 metri tra le file.
Tra il sesto e l'investimento c'è una relazione inversa: indicando con N l'investimento (numero di piante ad ettaro), con d la distanza sulla fila (in metri), con D la distanza tra le file (in metri), l'investimento è dato dalla seguente formula:
{\displaystyle N={\frac {10000}{d\cdot D}}}

## Sesto dinamico
Il sesto d'impianto dinamico è un particolare accorgimento finalizzato a compensare parzialmente i costi di un arboreto nella fase delle produzioni crescenti fino al raggiungimento della fase di produzione costante. 
Il ciclo produttivo poliennale di un arboreto si suddivide in quattro fasi: 
- fase d'impianto: coincide con i primi anni di età dell'arboreto, durante la quale si sviluppa la forma d'allevamento. In questa fase le produzioni sono nulle e il bilancio annuale è in deficit;
- fase delle produzioni crescenti: coincide con un intervallo di tempo poliennale durante il quale le piante sono ancora in fase di sviluppo ma l'arboreto fornisce produzioni progressivamente crescenti. Nei primi anni i costi sono ancora superiori ai ricavi, con bilancio in deficit, negli ultimi anni i ricavi superano i costi, con bilancio in attivo;
- fase delle produzioni costanti: è un intervallo poliennale relativamente lungo, durante il quale la produzione annua è approssimativamente costante; i ricavi superano i costi, con bilancio in attivo;
- fase delle produzioni decrescenti: è un intervallo poliennale durante il quale le produzioni sono progressivamente decrescenti a causa dello stato di senescenza delle piante. Nei primi anni le produzioni sono ancora superiori ai costi. In questa fase si colloca l'età del massimo tornaconto, ovvero il limite massimo della durata economica dell'arboreto, in corrispondenza del quale è massimo il differenziale tra l'accumulazione finanziaria dei ricavi e quella dei costi, riportati all'attualità.

Uno dei principali obiettivi economici è quello di ridurre l'intervallo di tempo in cui il differenziale tra ricavi e costi è negativo. Dal punto di vista tecnico, le strategie adottate per raggiungere questo obiettivo sono fondamentalmente due:
- adozione di forme di allevamento e sistemi di potatura che permettono un'entrata precoce in produzione delle piante;
- adozione di forme di consociazione arborea o mista (arborea-erbacea) o di investimenti elevati che permettano il conseguimento temporaneo di ricavi al fine di compensare parzialmente i costi nelle prime fasi.

Il sesto dinamico si colloca nelle strategie del secondo tipo. Il presupposto di base consiste nel fatto che nei primi anni la competizione fra le piante è modesta, pertanto l'arboreto può sostenere un sesto più stretto senza penalizzare lo sviluppo delle singole piante. Il sesto dinamico si può impostare secondo due diversi criteri:
- adozione di un sesto più stretto con piante della stessa specie;
- adozione di una consociazione fra una specie a rapido accrescimento, con entrata in produzione precoce, e una specie ad accrescimento lento, con entrata in produzione tardiva. Quest'ultima rappresenta la specie principale, quella che costituisce l'arboreto nella sua configurazione definitiva.

Il principio su cui si basa il primo criterio consiste nel fatto che la resa unitaria delle piante in stato giovanile è bassa, ma il grado di competizione intraspecifica permette l'adozione di un sesto stretto che incrementa la resa complessiva dell'arboreto. Dopo un certo intervallo di tempo, tuttavia, la competizione tra le piante diventa preponderante e la resa complessiva si riduce. In questa fase il sesto non è più compatibile dal punto di vista economico perciò si rende necessario un diradamento portando il sesto d'impianto al valore definitivo. Il principio su cui si basa il secondo criterio è analogo a quello precedente, con la differenza che in questo caso si parla di competizione interspecifica.
La convenienza all'adozione del sesto dinamico deve essere valutata dal punto di vista economico in quanto comporta un incremento dei costi d'impianto. La scelta è perciò conveniente se l'anticipo dei ricavi, nel lungo periodo, compensa il costo d'impianto supplementare di un sesto dinamico. A definire tale convenienza concorrono vari fattori, fra cui l'andamento dei mercati, i saggi d'interesse, la tardività della specie coltivata e del sistema d'allevamento adottato. In generale, il sesto dinamico si rivela raramente conveniente nell'impianto di vigneti e frutteti ordinari, specie con le moderne tecniche di coltivazione, che consentono di ottenere produzioni significative già nel primo quinquennio, mentre è talvolta proposto nel settore dell'olivicoltura. Il sesto dinamico si rivela invece conveniente in selvicoltura nella costituzione di impianti forestali con essenze pregiate a lento accrescimento. In questo caso si ricorre al sesto dinamico consociando all'essenza tardiva una conifera, che fornirà una produzione non trascurabile di legname al diradamento, da eseguirsi dopo 10-15 anni.